# Casalmaggiore
Casalmaggiore ist eine lombardische Stadt in der Provinz Cremona in Italien mit 15.145 Einwohnern (Stand 31. Dezember 2023). Sie liegt rund 30 km südöstlich von Cremona.

## Geschichte

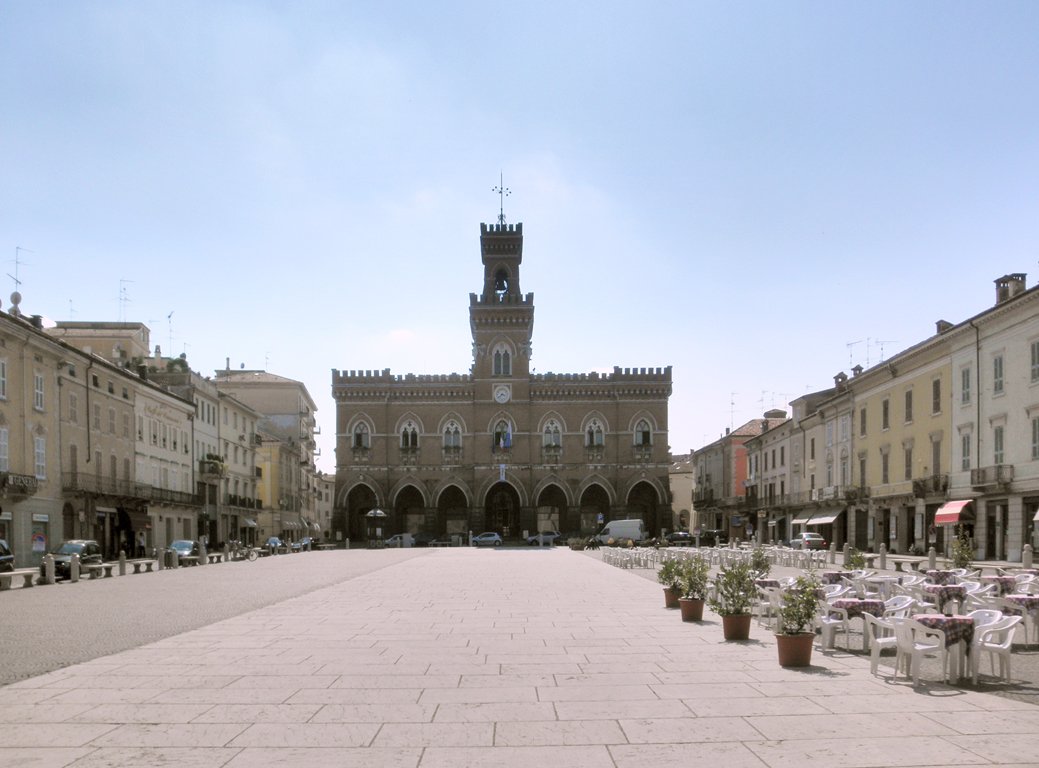
Piazza Garibaldi

Archäologische Funde aus dem Jahr 1970 bestätigen, das die Gegend bereits während der Bronzezeit besiedelt war.
Gegründet wurde die Stadt von den Römern als Castra Maiora, d. h. als Militärlager. Um 1000 wurde aus der Siedlung  eine Festung der Este. Im 15. Jahrhundert kam der Ort in venezianischen Besitz. Unter venezianischer Herrschaft konnte Casalmaggiore seine günstige geografische Lage zum Ausbau von Handel und Wirtschaft nutzen. Gerade wegen seiner strategisch günstigen Lage weckte es die Begehrlichkeiten seiner Nachbarn, des Herzogtums Mailand, Mantuas sowie der französischen und spanischen Truppen während der oberitalienischen Kriege. Gegen Ende des 16. Jahrhunderts gründete man eine – vorübergehende – Signoria von Casalmaggiore.
Unter der österreichischen Herrschaft im 18. Jahrhundert erhielt die Stadt 1754 von Maria Theresia die Stadtrechte. Nach der vorübergehenden Zugehörigkeit zu Österreich kam Casalmaggiore 1861 im Zuge des Risorgimento zum Königreich Italien.

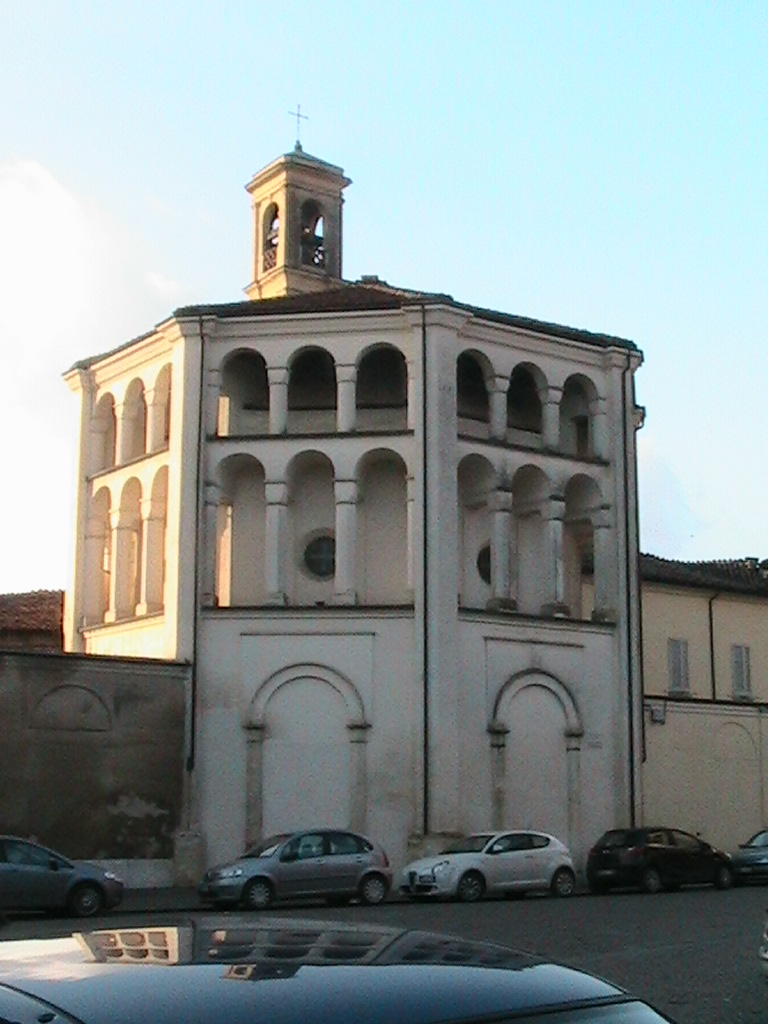
Kirche Santa Chiara

## Ortsteile
Im Gemeindegebiet liegen neben dem Hauptort die Fraktionen Agoiolo, Camminata, Capella, Casalbellotto, Fossacaprara, Motta San Fermo, Quattrocase, Roncadello, Vicoboneghisio und Vicomoscano, sowie die Wohnplätze Oratorio, Santuario Fontana und Strada.

## Persönlichkeiten
- Ignazio Donati (ca. 1570–1638), Komponist
- Andrea Zani (1696–1757), Violinist und Komponist
- Baldassarre Monti (1961–2008), Motorradrennfahrer
- Eseosa Desalu (* 1994), Leichtathlet
- Alessandro Bastoni (* 1999), Fußballspieler